# Ali Bagautinov
Ali Šamil'evič Bagautinov (in russo Али Шами́льевич Багаутинов?; Kizljar, 10 giugno 1985) è un lottatore di arti marziali miste e di sambo, di nazionalità russa.
Combatte nella divisione dei pesi mosca per l'organizzazione statunitense UFC, nella quale è stato un contendente al titolo di categoria nel 2014 quando venne sconfitto dal campione in carica Demetrious Johnson.
In passato è stato campione di categoria nella promozione Fight Nights.
È stato campione del mondo di combat sambo nel 2012, campione europeo e per cinque volte campione nazionale; vanta anche successi a livello nazionale ed internazionale in altre discipline di grappling quali pancrazio, BJJ e lotta.

## Caratteristiche tecniche
Ali Bagautinov vanta un eccellente curriculum in numerosi sport da combattimento, molti di questi legati alla lotta a terra: è stato infatti campione del mondo di combat sambo nel 2012 e in altre occasioni campione europeo e cinque volte campione nazionale di tale disciplina; è stato anche campione del mondo e nazionale di pancrazio, campione nazionale di jiu jitsu brasiliano, medaglia d'argento ai campionati nazionali di lotta greco-romana, campione del Daghestan di lotta libera, campione nazionale di combattimento corpo a corpo e 2 volte campione nazionale FILA di grappling.
Ha anche un record da pugile professionista di 1-0 con un solo incontro combattuto nella divisione dei pesi superpiuma e vinto contro Anton Bekish (record: 5-5) nel 2013.
Ha uno stile di combattimento fortemente improntato sul grappling fatto di continui tentativi nel portare a terra l'avversario per poi controllarlo da sopra; non disdegna gli scambi in piedi in quanto è dotato di un buon pugno per la divisione dei pesi mosca.

## Carriera nelle arti marziali miste

### Inizi
La carriera nelle MMA di Ali Bagautinov inizia nel 2009 con un incontro tenutosi nell'oblast' di Mosca e vinto per sottomissione; tra il 2009 ed il 2010 combatterà solamente in un'altra occasione ottenendo un'ulteriore vittoria.
Nel 2011 entra nella promozione di Mosca Fight Nights, la quale organizza buona parte dei suoi eventi presso l'Aquarium Sports Arena: qui combatte con frequenza tra il 2011 ed il 2012 e nonostante un inizio in salita con due sconfitte per decisione successivamente ottenne quattro vittorie consecutive e la possibilità di combattere per il titolo contro il finlandese Mikael Silander, incontro vinto ai punti.
Il 2012 fu un anno felice anche per la vittoria del mondiale di combat sambo a Minsk in Bielorussia, dove nella categoria sotto i 57 kg superò in finale l'ucraino Sergii Glushchenko.
Successivamente difese il titolo per tre volte consecutive contro avversari internazionali, mettendosi in mostra come uno dei migliori pesi mosca d'Europa.

### Ultimate Fighting Championship
Nel giugno 2013 Ali Bagautinov firma un contratto con la prestigiosa promozione statunitense UFC e si unisce al team Jackson's MMA di Albuquerque, dove trova i connazionali Rustam Khabilov, Vitaly Minakov, Adlan Amagov e Khabib Allakhverdiev.
Esordisce in settembre in Brasile contro il lottatore di casa Marcos Vinicius, il quale era più alto di Bagautinov di ben 13 cm: l'atleta russo vinse per KO tecnico durante il terzo round grazie ad un potente pugno chiuso con un'azione di ground and pound.
A soli due mesi da tale vittoria affrontò Tim Elliott negli Stati Uniti, vincendo con i punteggi 29-28, 29-28 e 30-27.
Nel 2014 arriva la definitiva consacrazione di Bagautinov come top 5 al mondo nella divisione dei pesi mosca grazie alla convincente vittoria per decisione unanime sul top fighter brasiliano John Lineker con tutti i giudici che assegnarono due round su tre ad Ali.
Bagautinov venne così scelto come contendente al titolo, e nel giugno 2014 affrontò il campione in carica Demetrious Johnson per la cintura dei pesi mosca UFC: il russo cercò di impostare l'incontro prevalentemente sui takedown ma, benché fosse riuscito a portare a termine alcuni di questi, subì parecchi colpi da parte del campione, che si aggiudicò tutti e cinque i round della sfida e riuscì a difendere il titolo per la quarta volta.
Successivamente Bagautinov risultò positivo all'utilizzo di eritropoietina e venne sospeso per un anno.
Al suo ritorno nell'ottagono affrontò Joseph Benavidez all'evento UFC 192, dove venne sconfitto per decisione unanime. Mentre a giugno del 2016 ottenne la vittoria contro Geane Herrera per decisione unanime.
Il 15 ottobre avrebbe dovuto affrontare Kyoji Horiguchi all'evento UFC Fight Night 97. Tuttavia, il 6 ottobre, la UFC decise di cancellare l'intero evento dopo l'infortunio da parte di B.J. Penn, uno dei protagonisti della card. Successivamente, l'incontro venne riorganizzato per il 19 novembre 2016. Bagautinov perse l'incontro per decisione unanime.

### Risultati nelle arti marziali miste
| Risultato | Record | Avversario         | Metodo                           | Evento                                          | Data              | Round | Tempo | Città                     | Note                                          |
| --------- | ------ | ------------------ | -------------------------------- | ----------------------------------------------- | ----------------- | ----- | ----- | ------------------------- | --------------------------------------------- |
| Sconfitta | 14-5   | Kyoji Horiguchi    | Decisione (unanime)              | UFC Fight Night: Mousasi vs. Hall 2             | 19 novembre 2016  | 3     | 5:00  | Belfast, Irlanda del Nord |                                               |
| Vittoria  | 14-4   | Geane Herrera      | Decisione (unanime)              | UFC Fight Night: MacDonald vs. Thompson         | 18 giugno 2016    | 3     | 5:00  | Ottawa, Canada            |                                               |
| Sconfitta | 13-4   | Joseph Benavidez   | Decisione (unanime)              | UFC 192: Cormier vs. Gustafsson                 | 3 ottobre 2015    | 3     | 5:00  | Houston, Stati Uniti      |                                               |
| Sconfitta | 13-3   | Demetrious Johnson | Decisione (unanime)              | UFC 174: Johnson vs. Bagautinov                 | 14 giugno 2014    | 5     | 5:00  | Vancouver, Canada         | Per il titolo dei Pesi Mosca UFC              |
| Vittoria  | 13–2   | John Lineker       | Decisione (unanime)              | UFC 169: Barao vs. Faber II                     | 1º febbraio 2014  | 3     | 5:00  | Newark, Stati Uniti       |                                               |
| Vittoria  | 12–2   | Tim Elliott        | Decisione (unanime)              | UFC 167: St-Pierre vs. Hendricks                | 16 novembre 2013  | 3     | 5:00  | Las Vegas, Stati Uniti    |                                               |
| Vittoria  | 11–2   | Marcos Vinicius    | KO Tecnico (pugni)               | UFC Fight Night: Teixeira vs. Bader             | 4 settembre 2013  | 3     | 3:28  | Belo Horizonte, Brasile   | Debutto in UFC                                |
| Vittoria  | 10–2   | Seiji Ozuka        | KO Tecnico (pugni)               | Fight Nights: Battle of Moscow 11               | 20 aprile 2013    | 1     | 0:25  | Mosca, Russia             | Difende il titolo dei Pesi Mosca Fight Nights |
| Vittoria  | 9–2    | Andreas Bernhard   | KO Tecnico (pugni)               | Fight Nights: Battle of Moscow 9                | 16 dicembre 2012  | 1     | 0:27  | Mosca, Russia             | Difende il titolo dei Pesi Mosca Fight Nights |
| Vittoria  | 8–2    | Vadim Zhlobich     | Sottomissione (ghigliottina)     | Fight Nights: Battle of Desne                   | 17 settembre 2012 | 2     | 1:01  | Brjansk, Russia           | Difende il titolo dei Pesi Mosca Fight Nights |
| Vittoria  | 7–2    | Mikael Silander    | Decisione (unanime)              | Fight Nights: Battle of Moscow 7                | 7 giugno 2012     | 2     | 5:00  | Mosca, Russia             | Vince il titolo dei Pesi Mosca Fight Nights   |
| Vittoria  | 6–2    | Vitaly Maksimov    | Sottomissione (rear naked choke) | Fight Nights: Battle in Kalmykia                | 4 maggio 2012     | 1     | 2:50  | Ėlista, Russia            |                                               |
| Vittoria  | 5–2    | Zharkyn Baizakov   | Decisione (unanime)              | Fight Nights: Battle of Moscow 6                | 8 marzo 2012      | 2     | 5:00  | Mosca, Russia             |                                               |
| Vittoria  | 4–2    | Vitaliy Panteleev  | KO Tecnico (pugni)               | Fight Nights: Battle of Moscow 5                | 5 novembre 2011   | 1     | 4:07  | Mosca, Russia             |                                               |
| Vittoria  | 3–2    | Asan Aysabekov     | KO Tecnico (pugni)               | Fight Nights: The Fights With and Without Rules | 21 settembre 2011 | 1     | 2:06  | Mosca, Russia             |                                               |
| Sconfitta | 2–2    | Evgeniy Lazukov    | Decisione (unanime)              | Fights With Rules 2                             | 26 maggio 2011    | 3     | 5:00  | Ufa, Russia               |                                               |
| Sconfitta | 2–1    | Vitaliy Panteleev  | Decisione (non unanime)          | Fight Nights: Battle of Moscow 3                | 12 marzo 2011     | 2     | 5:00  | Mosca, Russia             |                                               |
| Vittoria  | 2–0    | Dmitry Kazancev    | Sottomissione (armbar)           | World Absolute FC                               | 24 giugno 2010    | 1     | 1:34  | Čeboksary, Russia         |                                               |
| Vittoria  | 1–0    | Aslan Margushev    | Sottomissione (armbar)           | Challenge Cup                                   | 19 dicembre 2009  | 2     | 2:13  | Kolomna, Russia           |                                               |